# Xian Dongmei
Xian Dongmei (chiń. upr. 冼东妹; chiń. trad. 冼東妹; pinyin Xiǎn Dōngmèi; ur. 15 września 1975 w Sihui, Guangdong) – chińska zawodniczka judo startująca w kategorii do 52 kg, dwukrotna złota medalistka igrzysk olimpijskich. Srebrna medalistka igrzysk azjatyckich w Pusanie.